# Рихтер, Карл (ботаник)
Карл Рихтер (нем. Karl Richter; 1855—1891) — австрийский ботаник.

## Биография
Карл Рихтер родился 16 мая 1855 года.
Учился в Вене, в 1877 году получил степень доктора философии в Венском университете. Затем он работал в Вене, собрал довольно обширный гербарий и коллекцию ботанической литературы.
28 декабря 1891 года Карл Рихтер скончался в возрасте 36 лет.
Самая известная и важная для науки работа Рихтера — Flora europaea — была начата им в 1890 году. Второй том этой книги был издан Максом Гюрке уже после смерти Рихтера, в 1903 году.
Гербарий Рихтера хранится в Венском университете (WU). После смерти Карла он был приобретён Ойгеном фон Халачи и объединён с его собственным гербарием. Халачи передал его Венскому университету.

## Некоторые научные работы
- Richter, K. (1885). Die botanische Systematik. 173 p.
- Richter, K.; Gürke, M. (1890—1903). Plantae europaeae. 2 vols.